# زكريا بطرس
زكريا بطرس هو قمص قبطي أرثوذكسي ولد في سنة 1934 م ورسم في شبين الكوم ثم نقل إلى طنطا ثم أرجع إلى كنيسة مار مرقس في القاهرة ثم عمل كاهناً في أستراليا سنة 1992 ثم عاد إلى مصر ثم عمل في برايتون بإنجلترا. درس في كلية الآداب وحصل منها على ليسانس التاريخ. أثر في تكوين شخصيته واتجاهه، ورث عن أخيه إنجيله الذي أصبح إنجيل بطرس فيما بعد. أعطته مجلة وورلد جائزة دانيال العام عن برنامجه حوار الحق عام 2008. وصفته صحيفة الإنسان الجديد بعدو الإسلام رقم واحد. كما وضع تنظيم القاعدة مكافأة بحوالي 60 مليون دولار ثمن قتله.

## برامجه التلفزيونية
أصبح اسمه معروف للعامة بعد ظهوره في برامج لقناة الحياة الفضائية التبشيرية في 2003، والتي تعمل على انتقاد الإسلام ورسوله محمد بأسلوب يعتبره المسلمون أسلوبا تهجميا غير لائق، أثار الكثير من الجدل، ولم يرضِ الكثير من المطلعين، مما أدى إلى تناول موضوعها في بعض البرامج الاجتماعية. كما حظيت باهتمام وتغطية من قنوات عالمية.

### إيقاف برامجه على قناة الحياة
في يوليو من العام 2010 م، أبلغت منظمة «جويس ماير التبشيرية»، وهي منظمة تبشيرية أمريكية تعمل بالشراكة مع قناة الحياة، أبلغت قناة الـ بي بي سي عربي (BBC Arabic) أنها ستوقف بث برامج زكريا بطرس، في رسالة جاء فيها:
جاءت رسالة منظمة «جويس ماير» إلى تلفزيون بي بي سي عربي، في إطار إعداد القناة لفيلم وثائقي عن المتنصرين في العالم العربي، ضمن سلسلة برنامج «ما لا يقال» الوثائقية. وقد سعى فريق البرنامج إلى لقاء المسؤولين في قناة الحياة، التي تعمل في سرية تامة، وتحيط العاملين بها بإجراءات أمنية مشددة، ليستفسر منهم عن تفاصيل أسباب إيقاف برامج زكريا بطرس، غير أن الرد على كل محاولات الفريق، كان يقابل بالرفض من قبل المسؤولون عن القناة، متحججين بأن ذلك راجع «لأسباب أمنية». من ثم؛ توجه فريق عمل البرنامج إلى منظمة «جويس ماير»، لعلاقة الشراكة الموجودة بينها وبين قناة الحياة، ولكنها رفضت بدورها.

### افتتاحه قناة جديدة
قام في أبريل 2011 بإطلاق قناة جديدة خاصة به باسم الفادي تبث في أمريكا الشمالية وهي تبث الآن في الشرق الأوسط.

## ردود فعل المسلمين
أدى أسلوب القمص إلى خلق سخط عام من قبل المسلمين وكثير من المسيحيين، مما حدا ببعض الأساقفة إلى التحذير منه، وفي تصريح البابا شنودة بأن أسلوب زكريا بطرس غير مرضٍ وأن مشاكله لا تتعلق بالهجوم على الإسلام وحسب وإنما بمفهومه للخلاص واعتقاده في الخلاص في لحظة.

### الردود والمناظرات
أدى أسلوب القمص في حوار الآخر إلى عرض مجموعة من المثقفين وطلبة العلم المسلمين الرد على القمص، وآخرون قرروا أن يتجاهلوه[كيف؟]، وكان أبرز من قام بالرد عليه الكاتب المصري أبو إسلام أحمد عبد الله، والدكتور إبراهيم عوض ومصطفى ثابت ومحمود القاعود، والدكتور عبد الله البدر، كما دعا بعض هؤلاء القمص إلى مناظرة مفتوحة في مكان محايد كالإذاعة أو التلفزيون أو بالتوك ومنهم الشيخ وسام عبد الله وخالد الجندي الذي يتهمه زكريا بطرس بالتهرب من المناظرة مما جعله يصرح في حوار له مع العربية أنه مستعد لهذه المناظرة على أن تكون في مصر.

#### رفض بطرس بعض المناظرات
قام أبو إسلام أحمد عبد الله بدعوة زكريا بطرس لمناظرة على أن تكون في مصر وألا يخطئ بطرس في حق الإسلام، إلا أنه رفض مبررا ذلك ب «أسباب أمنية».

### مطالبات بإسقاط جنسيته
قام المحامي المصري نبيه الوحش بتقديم إنذار لرئيس الوزراء السابق أحمد نظيف ورئيس الداخلية السابق حبيب العادلي والبابا شنودة مطالباً بإسقاط الجنسية المصرية عن زكريا بطرس «لإخلال بطرس باستقرار وأمن مصر في الداخل والخارج» واعتبر أن إهانة الإسلام كالخيانة العظمى، وقال أنه إذا لم يتم تنفيذ ما جاء في الإنذار سيقوم باللجوء إلى محكمة القضاء الإداري بمجلس الدولة لاستصدار حكم بإسقاط الجنسية المصرية عنه.

### طلبات للقبض عليه عن طريق الانتربول
قاضى محامي مصري رئيس الجمهورية ووزير الخارجية والداخلية والإعلام والنائب العام لعدم التحرك لمواجهة زكريا بطرس مطالباً رئيس الجمهورية السابق حسني مبارك بقطع العلاقات الدبلوماسية مع الدولة التي يصدر منها بث قناته وطرد سفير هذه الدولة من مصر وسحب السفير المصري منها وطالب وزير الداخلية السابق حبيب العادلي بتكليف الإنتربول الدولي بالقبض على بطرس وترحيله إلى مصر لمحاكمته. كما طالب وزير الإعلام السابق أنس الفقي أن يُصدر أمر بمنع بث قناته. سابقاً قام أربعة محامين بالمطالبة بنفس الشيء.

### دعوات لقتله
دعا تنظيم القاعدة إلى قتل زكريا بطرس واضعاً على رأسه مبلغ 60 مليون دولار من إصدار الدعوة.

## إلغاء محاضرة فيينا
كان سيقيم محاضرة في فيينا يوم الخميس 6 مايو 2010 لكن ألغي المؤتمر بعد أن وصلت تهديدات إسلامية كثيرة بالعنف. هذه المحاضرة كانت من المفترض أن تكون أول ظهور عام له في أوروبا، وقد رصد تنظيم القاعدة مبلغ 60 مليون دولار لمن يقتله قبل عامين.